# Pseudhelicoptera
Pseudhelicoptera är ett släkte av insekter. Pseudhelicoptera ingår i familjen vedstritar.
Kladogram enligt Catalogue of Life:
| Pseudhelicoptera | \| \| Pseudhelicoptera nasuta \| \| \| \| \| \| Pseudhelicoptera protubera \| \| \| \| |
|                  | \| \| Pseudhelicoptera nasuta \| \| \| \| \| \| Pseudhelicoptera protubera \| \| \| \| |
|                  | Pseudhelicoptera nasuta                                                                |
|                  |                                                                                        |
|                  | Pseudhelicoptera protubera                                                             |
|                  |                                                                                        |